# Západosaská vysoká škola Cvikov

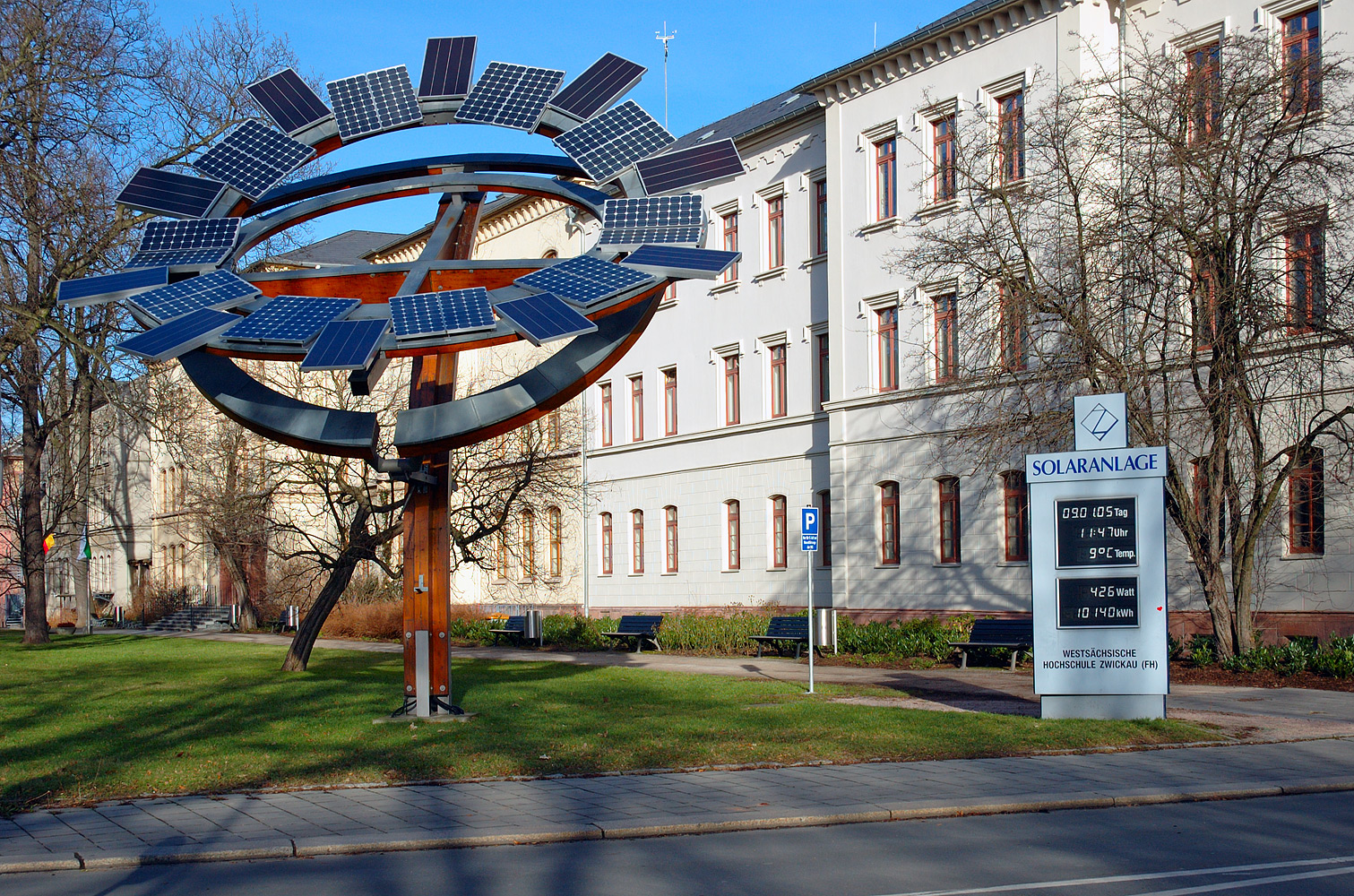
Solární panely v sídle vysoké školy ve Cvikově

Západosaská vysoká škola Cvikov (německy Westsächsische Hochschule Zwickau), zkratka: WHZ, je státní technická vysoká škola založená roku 1897 v saském městě Zwickau. V zimním semestru 2009/2010 se na ní vzdělávalo 5 200 studentů.
Hlavní sídlo vysoké školy se nachází ve Cvikově a její další sídla se nalézají ve městech Reichenbach (studijní obory Architektura a Textilní a kožedělné inženýrství), Schneeberg (Design) a Markneukirchen (Výroba a design hudebních nástrojů).
V roce 2009 škola nabízela 36 studijních oborů, kde studovalo 4 800 studentů. Na vysoké škole působilo 173 profesorů.

## Fakulty
- Automobilový průmysl a strojírenství (Automobil- und Maschinenbau)
- Technika motorových vozidel (Kraftfahrzeugtechnik)
- Elektrotechnika (Elektrotechnik)
- Fyzikální technika / informatika (Physikalische Technik / Informatik)
- Národohospodářství (Wirtschaftswissenschaften)
- Užité umění (Angewandte Kunst)
- Architektura (Architektur)
- Zdravotnictví a ošetřovnictví (Gesundheits- und Pflegewissenschaften)
- Cizí jazyky (Sprachen)

## Důležitá data vysoké školy ve Cvikově
- 1290 založení latinské školy ve Cvikově
- 1519 - 1522 Georgius Agricola začal vyučovat a později se stal ředitelem řecké a latinské školy
- 1828 založena nedělní škola pro obchodníky
- 1862 založena hornická škola
- 1897 založena strojírenská škola
- 1965 Technická vysoká škola pro mechanické a elektrické inženýrství
- 1969 Strojírenská vysoká škola Cvikov
- 1989 Technologická vysoká škola Cvikov
- 1992 Vysoká škola pro strojírenství a ekonomii Cvikov
- 1996 Západosaská vysoká škola Cvikov
- 1997 100 let výuky strojírenství ve Cvikově